# Heinrich Otto Wilhelm Bürger
Heinrich Otto Wilhelm Bürger (Hannover, 4 maggio 1865 – Samerberg, 18 gennaio 1945) è stato uno zoologo tedesco.

## Biografia
Studiò in diverse università e alla Stazione Zoologica di Napoli. Conseguì il dottorato all'Università di Gottinga sotto Ernst Ehlers. Tra il 1900-1908 fu professore e direttore del museo di zoologia a Santiago del Cile.

## Opere
- Bürger, 1895. Die Nemertinen des Golfes von Neapel und der angrenzenden Meeres-Abschnitte. Fauna Flora Golf. Neapel, 22: 1-743.  Also in: Fauna und Flora des Golfes von Neapel. Zoologischen station zu Neapel (Ed.). Verlag von R. Friedländer & Sohn, Berlin. 568 pp